# 徐青照
徐青照，直隶大兴（北京大兴）人，清朝政治人物。
徐青照曾于1843年接替邱建猷任松江府知府一职，1844年由洪玉珩接任。